# 華珩
華珩（1461年—？），字鳴朝，山東濟南府章丘縣人，軍籍，明朝政治人物。

## 生平
弘治八年（1495年）乙卯科山東鄉試第五十六名舉人，十二年（1499年）中式己未科會試第二百三十七名，三甲第一百三十五名進士。授元城縣知縣，正德元年（1506年）十一月升南京陝西道監察御史，十年（1515年）四月考察不謹冠帶閒住。

## 家族
曾祖華謹；祖父華忠；父華鳳，母李氏。具慶下。弟華珊。